# Половінська-Джабраїлова Тетяна Єгорівна
Тетя́на Єгорівна Джабраілова (Полові́нська) (* 1965) — радянська і українська спортсменка-легкоатлетка. Спеціалізувалася в бігу на довгі дистанції. Майстер спорту СРСР міжнародного класу.

## З життєпису
Народилася 1965 року в місті Сімферополь.
Представляла СРСР у марафоні на Літніх Олімпійських іграх 1988 року в Сеулі. Фінішувала четвертою; її час (2:27:05) був національним рекордом майже вісімнадцять років. Його було покращено 26 березня 2006 року Тетяною Гладир — 2:25:44.
Неодноразова чемпіонка та призерка Радянського Союзу з марафону.
Переможниця та призерка багатьох міжнародних пробігів — в Японії (Нагоя, Токіо), Німеччині (Берлін), Корея (Сеул).
На Чемпіонаті України з легкої атлетики-1993 здобула срібло — 10.000 метрів.
Посіла третю сходинку на Чемпіонаті України з легкої атлетики-1997 — дистанція 5000 метрів.
Здобула перемогу на Віденському марафоні-1997.
Особисті рекорди:
- Марафон: 2 год. 27 хв. 5 сек. — 1988 (Сеул)
- Напівмарафон: 1 год. 11 хв. 57 сек. — 1993 (Токіо).[2]